# Narbonne Volley 2019-2020
Questa voce raccoglie le informazioni riguardanti il Narbonne Volley nelle competizioni ufficiali della stagione 2019-2020.

## Organigramma societario
Area direttiva
- Presidente: Jérémie Ribourel

Area tecnica
- Allenatore: Guillermo Falasca
- Allenatore in seconda: Tristan Martin

## Rosa
| N° | Nome             | Ruolo | Data di nascita   | Nazionalità sportiva |
| -- | ---------------- | ----- | ----------------- | -------------------- |
| 1  | Symon Bardoul    | O     | 16 giugno 2000    | Francia              |
| 2  | Hugo Jamroz      | S     | 4 marzo 1999      | Francia              |
| 3  | Rémi Bassereau   | S     | 26 febbraio 1999  | Francia              |
| 4  | Moussé Gueye     | C     | 11 novembre 1996  | Senegal              |
| 5  | James Shaw       | O     | 5 marzo 1994      | Stati Uniti          |
| 6  | Théo Bourquin    | P     | 17 luglio 2001    | Francia              |
| 7  | Amaury Auffray   | C     | 25 aprile 1998    | Francia              |
| 8  | Alexandre Gabin  | P     | 25 settembre 2002 | Francia              |
| 9  | Aymen Bouguerra  | S     | 1º novembre 2001  | Tunisia              |
| 10 | Alejandro Vigil  | C     | 11 febbraio 1993  | Spagna               |
| 11 | Baptiste Maille  | L     | 5 maggio 2000     | Francia              |
| 12 | Jan Klobučar     | S     | 11 dicembre 1992  | Slovenia             |
| 14 | Yordan Bisset    | S     | 21 ottobre 1994   | Cuba                 |
| 15 | Rafael Redwitz   | P     | 12 agosto 1980    | Francia              |
| 16 | Ludovic Duée     | L     | 3 giugno 1991     | Francia              |
| 17 | Lisandro Zanotti | S     | 4 ottobre 1990    | Argentina            |
| 20 | Wojciech Sobala  | C     | 12 maggio 1988    | Polonia              |

## Risultati

### Coppa di Francia

#### Fase a eliminazione diretta
| Primo turno - 22 ottobre 2019 Gymnase Pierre de Coubertin, Saint-Nazaire | Saint-Nazaire | 2 - 3 | Narbonne       | 25-21, 19-25, 25-23, 21-25, 12-15 |
| Ottavi di finale - 29 ottobre 2019 Palais du Travail, Narbona            | Narbonne      | 3 - 2 | Nice           | 25-19, 23-25, 25-20, 21-25, 15-8  |
| Quarti di finale - 5 novembre 2019 Palais du Travail, Narbona            | Narbonne      | 0 - 3 | Stade Poitevin | 27-29, 30-32, 23-25               |